# Pedagogista
Pedagogista é um profissional versado em Pedagogia da Educação, com o objectivo de auxiliar o exercício dos educadores, os professores ou não, e dos alunos. Desenvolve actividades ligadas ao estudo da pedagogia em si. Busca as suas tendências através da pesquisa e que apresenta propostas teóricas para os pedagogos porem na prática novos métodos de ensino e aprendizagem nas escolas.
A área de estudo e pesquisa do pedagogista são as ciências da Educação com ênfase na reflexão, classificação, sistematização e análise dos processos e relações educativas, produção do conhecimento científico e tecnológico no campo educacional, administração e gestão das organizações educativas e avaliação de políticas públicas.
Precisa compreender a educação como um fenómeno cultural, social e psíquico complexo.

## Objecto de estudo e sujeito
Tanto o pedagogo como o pedagogista não possuem, quanto ao seu objecto de estudo, um conteúdo intrinsecamente próprio, mas um domínio próprio (a educação), e um enfoque próprio (o educacional), que lhe assegurara seu carácter científico. Como todo cientista da área sócio-humana, se apoia na reflexão e na prática para conhecer o seu objecto de estudo e produzir algo novo na sistemática mesma da Pedagogia. Tem ele como intuito primordial o reflectir acerca dos fins últimos do fenómeno educativo e fazer a análise objectiva das condições existenciais e funcionais desse mesmo fenómeno. Apesar de o campo educativo ser lato na sua abrangência, estritamente são as práticas escolares que constituem seu enfoque principal no seu olhar epistémico, embora a acção não-escolar venha ganhando, contemporaneamente, espaço significativo na acção e actuação.
O objecto de estudo da pedagogia compreende os processos formativos que actuam por meio da comunicação e intercâmbio da experiência humana acumulada. Estuda a educação como prática humana e social naquilo que modifica os indivíduos e os grupos em seus estados físicos, mentais, espirituais e culturais. Portanto, estuda o processo de transmissão do conteúdo da mediação cultural (ensino) que se torna o património da humanidade e a realização nos sujeitos da humanização plena e o processo pelo qual a apropriação desse conteúdo ocorre (aprendizagem).
No plano das ideias, o grego Platão (427-347 a.C.) terá sido de facto o primeiro pedagogista, não só por ter concebido um sistema educacional para o seu tempo mas, principalmente, por tê-lo integrado a uma dimensão ética e política. Para ele, o objecto da educação era a formação do homem moral, vivendo num Estado justo.

## Pedagogistas célebres
- Friedrich Froebel
- Célestin Freinet
- Maria Montessori
- González Pecotche
- Decroly
- Paulo Freire
- Pestalozzi